# Csepreg

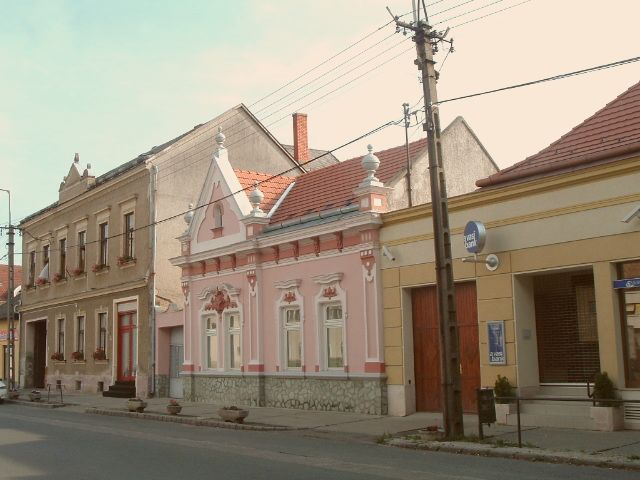
A belváros részlete

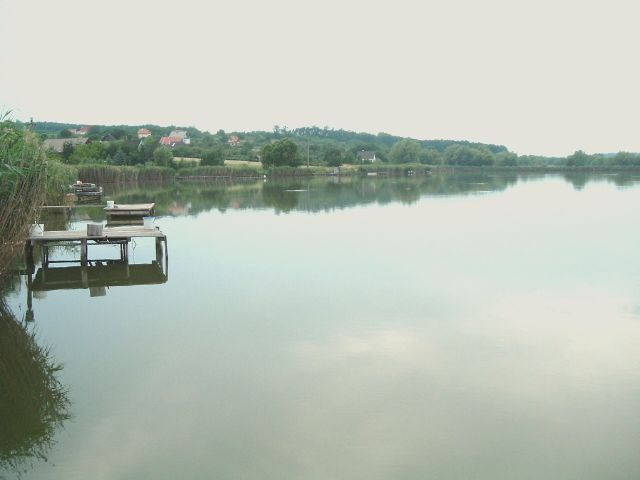
Horgásztó a Boldogasszony-patakon

Csepreg (németül: Tschapring; Steffelsdorf, horvátul: Čepreg, Čaprieg, Čeprieg) Vas vármegye északi részének egyik városa a Répce mentén, a Kőszegi járásban.

## Idegen elnevezései
Csepreg német neve Tschapring. Horvát neve Čepreg, de régen az olmódi horvátok Čapriegnek, a peresznyei horvátok Čepriegnek nevezték a falut.

## Fekvése, közlekedése
Vas vármegye északi részén, közvetlenül a megyehatár mellett fekszik, a térség legnépszerűbb üdülővárosának számító Bük nyugati szomszédságában.
További szomszédai: északkelet felől Tormásliget, kelet felől Lócs, délkelet felől Gór és Acsád, dél felől Meszlen és Tömörd, nyugat felől Kiszsidány, északnyugat felől Peresznye, észak felől pedig Szakony (ez utóbbi már Győr-Moson-Sopron vármegyében fekszik).

### Megközelítése
A település az ország fő közúti közlekedési útvonalaitól távol esik, csak mellékutakon közelíthető meg. Főutcája a 84-es főút újkéri szakaszától Horvátzsidányig húzódó 8624-es út; délkeleti szomszédaival a 8638-as út, a tőle délre fekvő kisebb településekkel a 8639-es út köti össze. Külterületi határrészeit érinti még a 8614-es, a 8618-as és a 8637-es út is.
Autóbuszon a város Szombathely és Bük felől jól megközelíthető, de a környező településekre is innen jár busz. Az autóbusz-forgalmat a Volánbusz bonyolítja, buszállomása a Fő téren van.
Vasútvonala az egykori Sárvár–Répcevis–Felsőlászló-vasútvonal része volt, melyet 1974. május 26-án bezártak. Jelenleg nem közelíthető meg vasúton, a legközelebbi vasúti csatlakozási lehetőséget a Sopron–Szombathely-vasútvonal mintegy 5 kilométerre keletre elhelyezkedő Bük vasútállomása kínálja.

## Története
Csepregen a legkorábbi állandó emberi település nyomai az újkőkorszakból valók. A bronzkorból egy temető és egy lakóház maradványait tárták fel, de a kelta idők is gazdag régészeti leleteket mutatnak.
A rómaiak és az avarok is megtelepedtek Csepregen, ahol lehetőség nyílt a Répce-folyón való átkelésre. A mai város a 9. században a Keleti-Frank Királysághoz tartozott. A 10. században a honfoglaló magyarok kifosztották, majd birtokba vették a területet, amely később több törzs szállásterülete is volt.
Már az Árpád-házi királyok korában sűrűn lakott helynek számíthatott Csepreg környéke, mivel két erődítmény, egy templom maradványai és több más hasonló korú lelet került itt elő. Lakosai leginkább harcos szabadok, majd szerviensek, később kisnemesek lehettek.
A város első említése 1255-ből való, ám ekkor már minden bizonnyal a tágabb környéke legjelentősebb települése lehetett. A 14. században többször civitasként említik, címere 1362 előttről ismert, ám 1390-ben a király a Kanizsaiaknak adta, így mezőváros lett.
1452-ben husziták foglalták el, ám őket később kiverték a városból. A 16. században Csepreg újból kiemelkedő jelentőségre tett szert, többször volt színhelye (Sopron vármegyei) megyegyűlésnek. 1650 fős (1522-ben) lakosságával, két plébániatemplomával, zsidókkal, egyike lehetett Magyarország legnagyobb mezővárosainak. Csepreg 1532-ben a Bécsbe irányuló török hadjáratot sértetlenül átvészelte, mivel az akkor már birtokesélyes Nádasdy család (1535-től tényleges tulajdonuk) a törökbarát Szapolyai János pártját fogta.

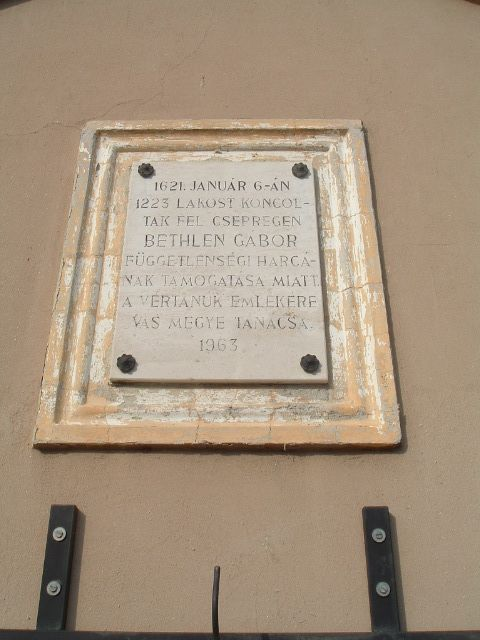
Az 1621. évi mészárlás emléktáblája

A 16. században a lakosság nagy része protestáns vallású lett. 1557–1643 között már olyan iskola (kollégium) is működött Csepregen. Itt volt 1591 júniusában a csepregi protestáns zsinat, ahol eldőlt a két jelentős nyugat-magyarországi protestáns egyház, az evangélikusok és a reformátusok szétválása.
A 17. század elején „a viszonylag csekélyebb számú magyar anyanyelvű dunántúli és kisalföldi evangélikusok… szellemi központja a Nádasdy-birtokot képező, igen élénk forgalmú Csepreg mezőváros volt, ahol színvonalas iskola és nyomda is működött. A Bethlennel rokonszenvező csepregi polgárokat azonban 1621-ben lemészárolták az Eszterházy Miklós által vezetett katolikus zsoldosok, s az ekkor elszenvedett veszteséget már nemigen tudták kiheverni a dunántúli lutheránusok.”
A harmincéves háború során, 1621-ben a Bethlen Gábor pártján álló Csepreget a császár seregei feldúlták. A kegyetlen mészárlásnak 1223 lakos esett áldozatul. Ekkor a város Sopron és Kőszeg mellett a térség legjelentősebb települése volt, több céhes tömörüléssel, növekvő népességgel, zajló evangélikus kulturális élettel. A városban – más magyar mezővárosokkal ellentétben – polgármester, önálló bíróság működött (amelynek feljebbviteli szerve az úriszék volt). Kiterjedt szőlőskertjei voltak.
A községben 1621 és 1643 között nyomda működött, a nyomdász a Sopronkeresztúrról Csepregre költözött Farkas Imre volt.
Számos termékéből ma mindössze 22 magyar és 4 latin nyelvű kiadványt ismerünk.
Csepreg Nádasdy Ferenc 1643-as katolizációja után sokat vesztett addigi jelentőségéből, mivel már nem volt képes a környék evangélikus lakosságának összefogására. 1676-ban, a Wesselényi-összeesküvés után a város császári tulajdonba került. 1776-ban tűzvész pusztította.
A 19. század ismét fellendülést hozott a város életében. 1818-ban a korábbi árvízveszély elhárítására csatorna épült Csepreg határában. 1842-ben gyógyszertár, 1857-ben postahivatal, 1873-ban takarékpénztár nyílt a városban. A vasúti közlekedés a közelben a Déli Vasút kezelésében 1865-ben nyílt meg a Sopron–Szombathely–Nagykanizsa-vasútvonalon. Az első ipari nagyberuházást a Schöller cég cukorgyára tette.

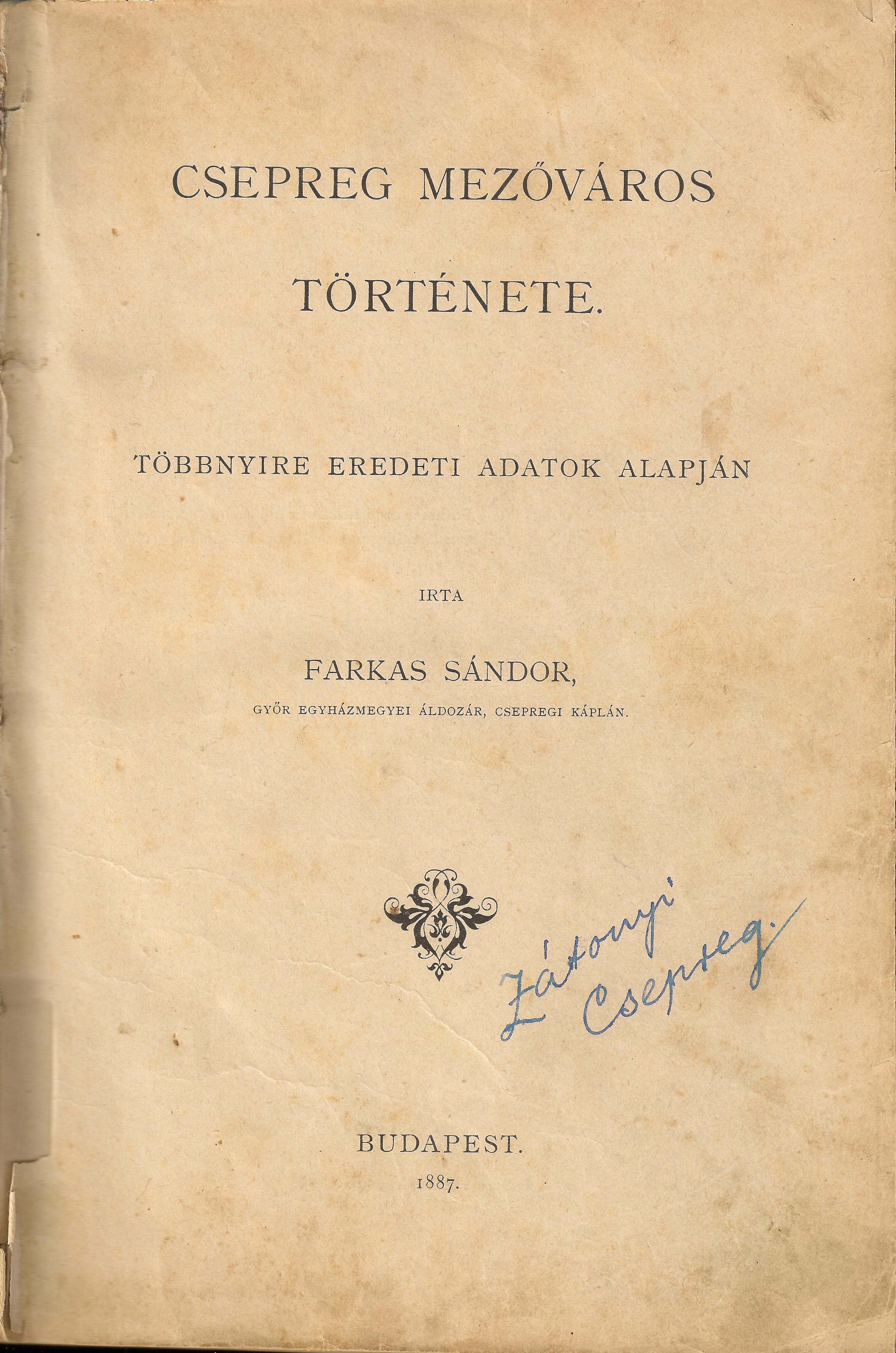
Farkas Sándor könyvének címlapja

1876-ban létrejött a csepregi járás, melynek központja az 1886-ban nagyközségi rangot kapott Csepreg lett. 1887-ben jelent meg Farkas Sándor káplán Csepreg mezőváros története című monográfiája, amely akkor a legjelentősebb ilyen alkotásnak számított Magyarországon.
A 20. század elején még tovább fejlődött a város közélete. Bőrgyár, kórház épült, helyi lap jelent meg. 1913-ban a Sárvár–Répcevis–Felsőlászló-vasútvonalon is megindulhatott a forgalom. A fejlődés a két világháború között sem állt meg, villany-közvilágítás 1923 óta működik Csepregen. A kulturális életben is folyamatosan alakultak a különböző szerveződések ebben az időszakban.
A második világháborúban a környék zsidóságát a csepregi gettóba gyűjtötték, majd onnan deportálták. A város 1945. március 29-én került szovjet fennhatóság alá.[forrás?]
Az 1950-es közigazgatási reform sokszorosan kedvezőtlenül érintette a várost, mivel megszűnt a csepregi járás, a települést egyszerű községgé fokozták le és Vas megyéhez csatolták. A későbbi időket kisebb fokú iparosítás, valamint az infrastruktúra (vezetékes víz 1964-től, szennyvízhálózat 1972-től) és közintézmény-hálózat (1954-től könyvtár, 1962-től középiskola) további kiépülése jellemezte. 1974-ben megszüntették az akkor már megkurtított Sárvár–Répcevis–Felsőlászló-vasútvonalat; ez is hátráltatta Csepreg fejlődését.
Az 1990-es években újból komoly fejlődést produkált a település, így 1995. július 1-jén városi rangot kaphatott.
2012-ig a Csepregi kistérség központja volt.

## Közélete

### Polgármesterei
- 1990–1994: Molnár Sándor (független)[13]
- 1994–1998: Molnár Sándor (független)[14]
- 1998–2002: Molnár Sándor (független)[15]
- 2002–2006: Molnár Sándor (független)[16]
- 2006–2010: Háromi Jenő János (Fidesz-KDNP-Nemzeti Fórum)[17]
- 2010–2014: Király Árpád (független)[18]
- 2014–2016: Vlasich Krisztián István (Fidesz-KDNP)[19]
- 2016–2019: Vlasich Krisztián István (független)[20]
- 2019–2024: Horváth Zoltán (független)[21]
- 2024– : Horváth Zoltán (független)[1]

A településen 2016. szeptember 25-én időközi polgármester-választást (és képviselő-testületi választást) tartottak, az előző képviselő-testület önfeloszlatása miatt. A választáson a hivatalban lévő polgármester is elindult, és három jelölt közül, 70 % feletti eredménnyel meg is erősítette pozícióját.

## Népesség
A település népességének változása:
| Lakosok száma | 3275 | 3278 | 3241 | 3315 | 3057 | 3176 | 3183 |
|               | 2013 | 2014 | 2015 | 2021 | 2022 | 2023 | 2024 |

A 2011-es népszámlálás során a lakosok 85,5%-a magyarnak, 1,5% németnek, 1,9% cigánynak, 1,9% horvátnak mondta magát (14% nem nyilatkozott; a kettős identitások miatt a végösszeg nagyobb lehet 100%-nál). A vallási megoszlás a következő volt: római katolikus 67,9%, református 0,9%, evangélikus 1,6%, görögkatolikus 0,1%, felekezet nélküli 4,1% (25,1% nem nyilatkozott).
2022-ben a lakosság 88,2%-a vallotta magát magyarnak, 2,3% németnek, 2,1% cigánynak, 1,7% horvátnak, 0,2% románnak, 0,2% bolgárnak, 0,1-0,1% szerbnek, szlovénnek és ukránnak, 2,1% egyéb, nem hazai nemzetiségűnek (11,5% nem nyilatkozott; a kettős identitások miatt a végösszeg nagyobb lehet 100%-nál). Vallásuk szerint 53,3% volt római katolikus, 2,1% evangélikus, 1,7% református, 0,3% görög katolikus, 0,1% ortodox, 0,5% egyéb keresztény, 1,2% egyéb katolikus, 4,8% felekezeten kívüli (35,9% nem válaszolt).

## Gazdaság
Csepregen jónak mondható a mezőgazdasági termelés színvonala. Mind a növénytermesztésben, mind az állattenyésztésben jelen van két gazdasági társaság és egyéni termelők.
A városban jellemző az élelmiszeripar, a könnyűipar (a Soproni Ruhagyár üzeme) és a fémfeldolgozás is. A szolgáltatási és kereskedelmi szektorban sok egyéni vállalkozó és kisebb társaság működik a településen.

## Kultúra, oktatás, közélet

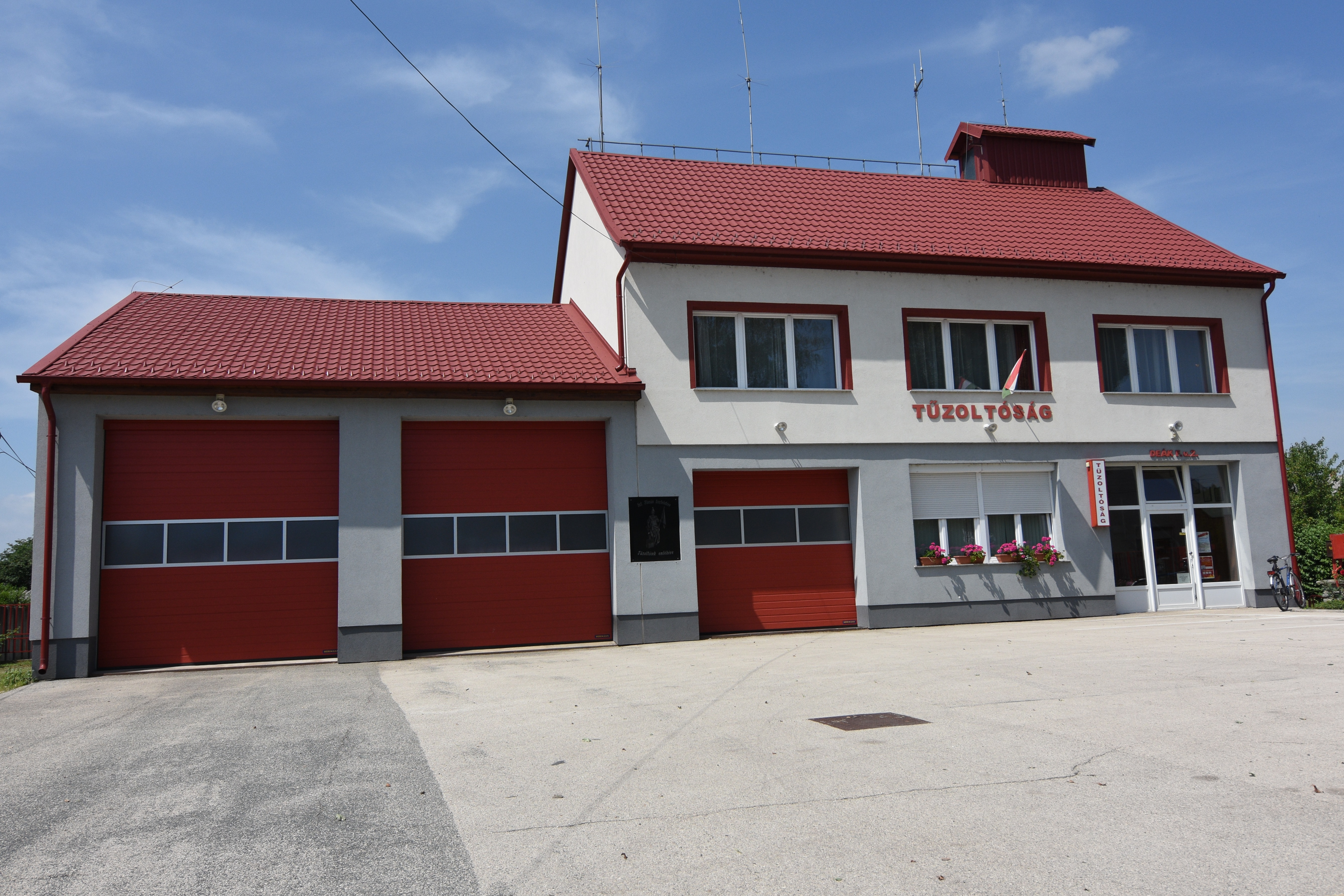
A csepregi tűzoltoság

- A város kulturális élete kezd ugyanolyan élénk lenni, mint korábban volt. Ennek keretében egyre több kulturális és civil szerveződés működik a városban.
- Csepregen óvoda, általános iskola, zeneiskola és a Nádasdy Tamás Közgazdasági és Informatikai Szakközépiskola működik. A városi könyvtár jelentős gyűjteménnyel rendelkezik.
- A városban 1992 óta működik helyi havilap, a Csepregi Promenád.

## Sportélete
A Csepregi SE labdarúgóklubot 1924-ben alapították. Legnagyobb sikerét az egyesület 1996/97-ben érte el, amikor bajnok lett a Vas megyei I. osztályban. A klub női focicsapattal is rendelkezik, melyet 2013-ban alapítottak a sportszerető lányok.

## Nevezetességei
- Öreg Répce menti erdő Természetvédelmi terület
- Római katolikus templom
- Helytörténeti kiállítás
- Schöller-kastély
- Rothermann-kastély
- Szent Katalin-templom és zárdaépület
- Boldogasszony-kápolna
- Szentkút-kápolna

A kőszeg felé vezető út mentén áll, közvetlen a város szélén. Csuzy Gáspárné építtette Schrenk Ferenc mesterrel, 1815-ben, barokk stílusban. Kovácsolt vasrács ajtaja virágkelyhes lezárással már régebbi késő barokk munka. A szájhagyomány szerint a korábban itt álló kápolna ajtaja volt. Homlokzatán Szent Anna és a gyermek Szűz Mária, valamint Nepomuki Szent János kőből faragott szobrai állnak. A jobb oldali falban tagolt kávájú, mély kút van. A homlokzat orma hullámos lezárású két szélén fenyőtobozzal díszítve. A bejárattal szemben áll a fából készített neogótikus oltár melynek tengelyében Mária királynői jelvényekkel díszített szobra látható. A tabernákulum két oldalán Szent Erzsébet és Szent Imre herceg szobrai vannak elhelyezve. Az oltár melletti falon egy keleti stílusban festett, szép Mária-ikon függ, melyet a szóhagyomány az előző templom kegyképeként tart számon. A kápolna búcsújáró hely. Ünnepe Mária Szent Nevének napján, szeptember 12-én van.

## Híres emberek
- 1587-89 között a csepregi kollégiumban tanulta a magyar szót Lackner Kristóf, humanista jogtudós és író, Sopron polgármestere.
- 1602-ben Csepregen született Pálffy Mátyás Pannonhalma egykori (1638-1646) főapátja.
- A XVII. század első felében itt született Kéry György festő és táblaíró.
- Nádasdy Ferenc országbíró Csepreg birtokosa volt a XVII. század közepén.
- A XVII. század közepén a Szent Miklós-templom plébánosa volt Szenttamási Máté a későbbi (1667-1676) erdélyi választott püspök.
- Itt született a XVIII. sz. közepe táján Jósa István orvos Szabolcs vármegye főorvosa.
- 1742. március 17-én Csepregen született Szabó József szerzetes, a magyar gabonanemesítés úttörője
- Csepregen született 1761-ben Haiszler György orvos, Sopron, majd Veszprém vármegye tisztifőorvosa.
- Itt született 1811-ben Bognár Ignác zeneszerző a Nemzeti Színház ének-karnagya.
- 1831. július 23-án Csepregen született Balogh Alajos színész és színigazgató.
- Itt született 1854-ben Horváth Bálint József Szent Benedek-rendi áldozópap és tanár.
- A csepregi templom segédlelkésze (1880-1890) volt, majd 1926-tól véglegesen a városba költözött Farkas Sándor kanonok, Csepreg mezőváros történetírója.
- 1870-ben Csepregen született, és itt élt 1940-ben bekövetkezett haláláig Zauf János tanító, a katolikus elemi fiúiskola igazgatója.
- 1871. február 23-án Csepregen született dr. Boda János kanonok, szombathelyi püspöki helynök és rendalapító.
- Itt született 1882-ben Csikor Elemér zongoraművész, a szombathelyi Bartók Béla Zeneiskola alapítója és első igazgatója.
- 1883. január 24-én Csepregen született Bognár Cecil Pál bencés szerzetes, pszichológus és egyetemi tanár.
- Itt élt és gazdálkodott 1948-ban bekövetkezett haláláig Flandorfer Ignác földbirtokos, gazdasági tisztviselő, aki három ciklusban a csepregi kerület országgyűlési képviselője is volt.
- Itt volt erdész Takács Miklós (1906–1967) szociáldemokrata politikus, erdészeti szakíró.
- Itt született 1928-ban Zátonyi Sándor állami díjas matematika–fizika szakos tanár, több fizikatankönyv szerzője.
- Itt tanított 1937–1973 között Kovács Zoltán állami díjas pedagógus, a csepregi középiskola igazgatója (1965–1973).
- 1953-ban Csepregen született Antalovits Ferenc kétszeres európa-bajnoki bronzérmes és négyszeres világbajnoki bronzérmes súlyemelő.

## Testvértelepülése
- Delnice, Horvátország

## Képek

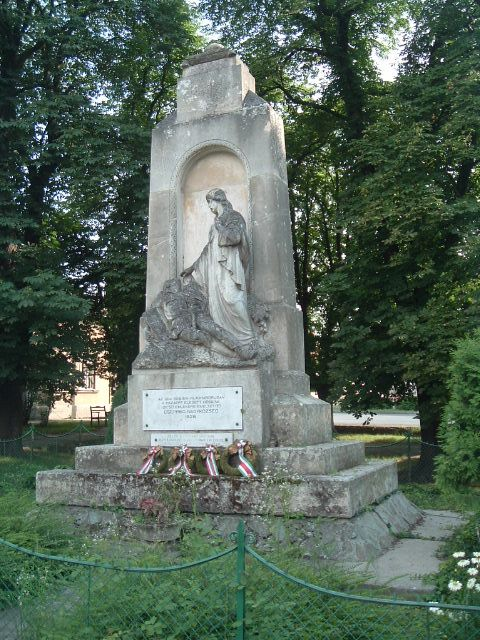
Hősi emlékmű
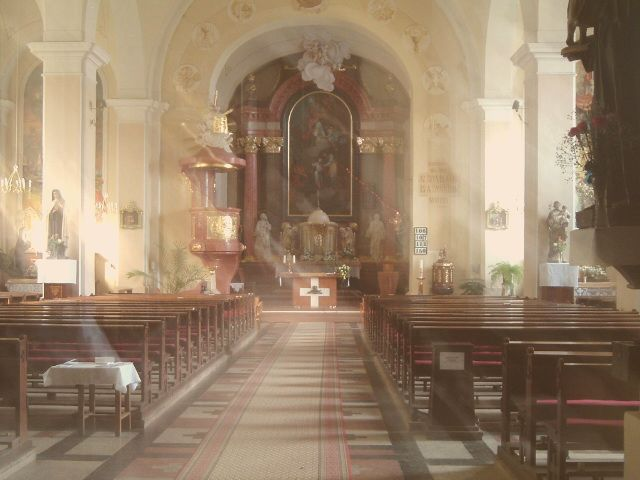
A Szent Miklós-templom belseje
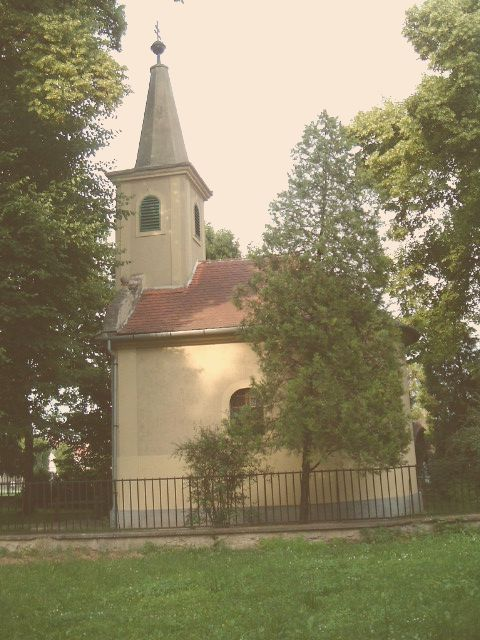
A Szentkút-kápolna
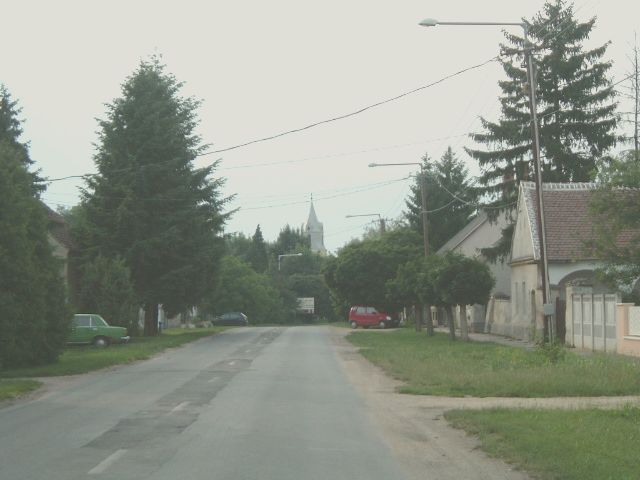
Utcarészlet
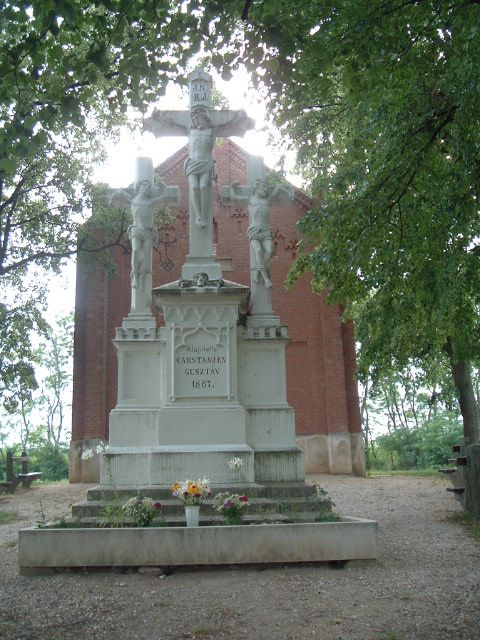
Boldogasszony-kápolna a golgotával
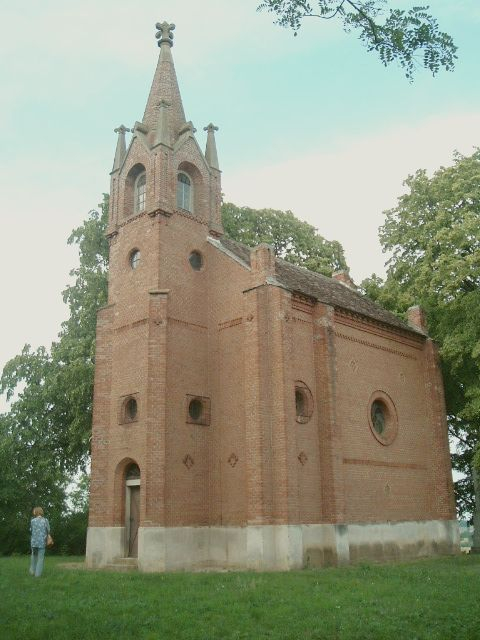
Boldogasszony-kápolna
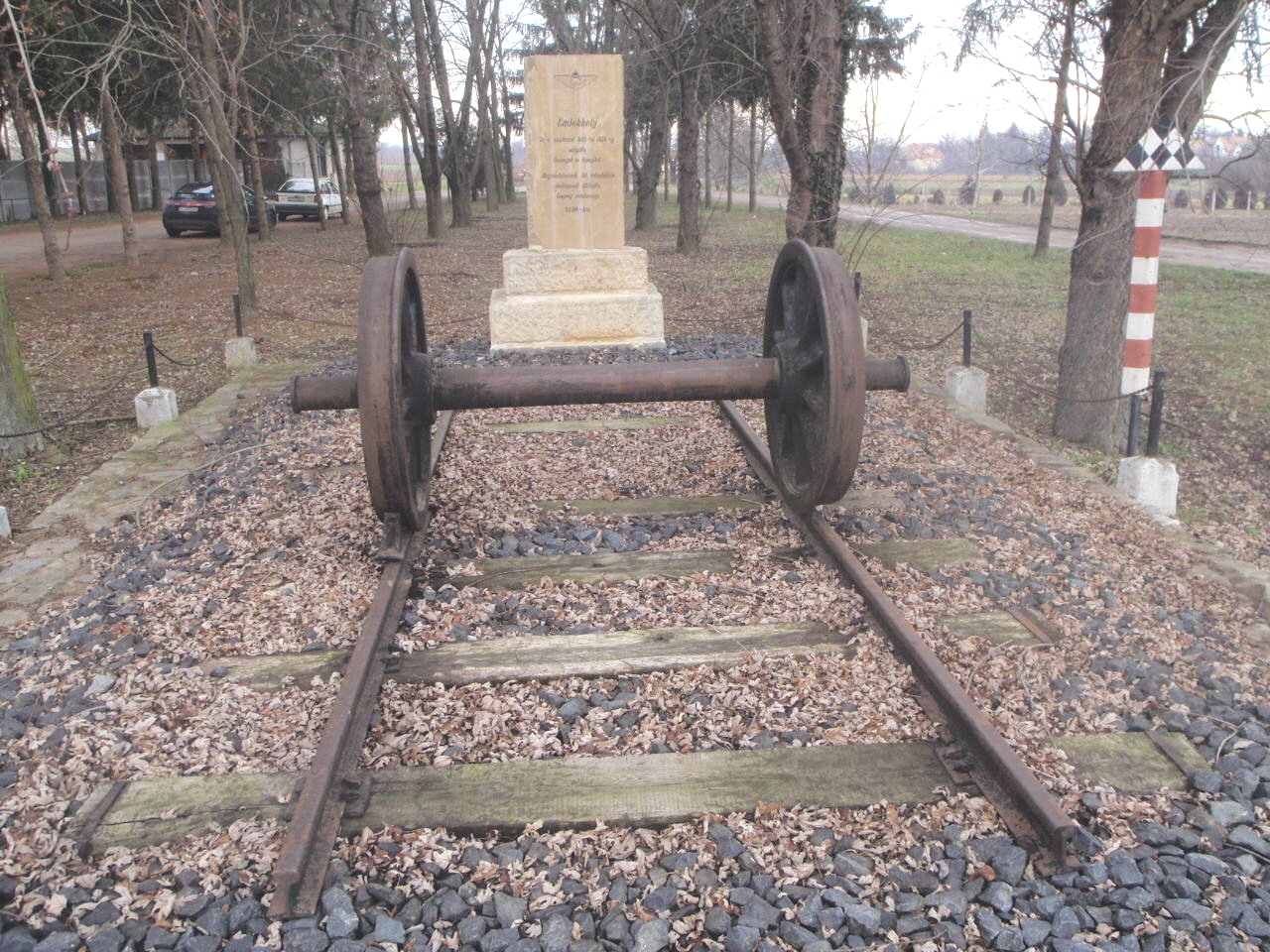
A vasúti emlékhely 2004-ből
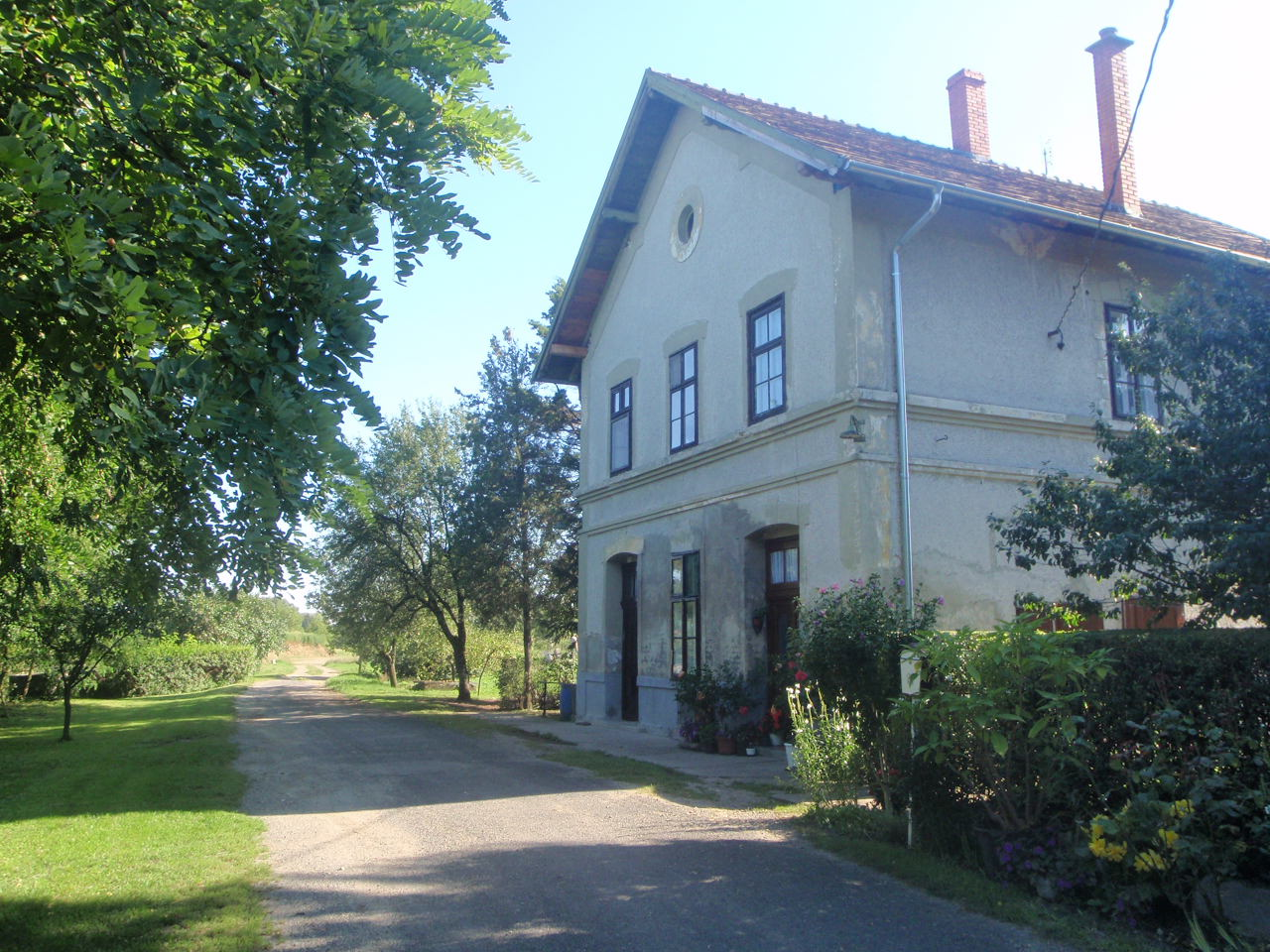
Egykori vasútállomása a Sárvár–Répcevis–Felsőlászló-vasútvonalon